# 1870년 이탈리아 총선
1870년 이탈리아 총선은 제3대 이탈리아 하원 508인을 선출하기 위한 첫 선거로 1870년 11월 20일 1차 투표, 11월 27일 2차 투표가 치러졌다.
조반니 란차 총리가 로마 점령에 따른 지지율 확보와 추후 이탈리아 수도로서의 국회의원 선출을 위해 단행한 조기선거로 치러졌다. 당시 이탈리아 선거법의 유권자 규정에 따라, 이탈리아 총인구 2600만여 명에 비해 선거에 투표한 사람은 남성 유권자 530,018명에 불과하였다. 유권자들은 귀족, 자본가, 불로소득자 등의 부유층이 주를 이루었으며 온건파 성향을 지니고 있고 국왕에 충성하며 낮은 수준의 국가예산 운용을 지지하였다.

## 선거 운동
역사적 우파 진영에는 피에몬테주 출신의 보수 성향 정치인인 조반니 란차 총리가, 역사적 좌파 진영에는 자유주의 성향의 정치인이자 전 총리였던 우르바노 라타치가 이끌고 있었다.
선거 결과는 역사적 우파의 승리로 드러났으나 논란의 여지가 있었다. 조반니 란차 총리는 원내 반대세력을 상대로 로마 점령의 명예를 확실히 이용하고자 하였다. 그러나 교황 비오 9세가 신자들을 대상으로 투표 거부 요청을 내리면서 투표율이 더욱 저조해졌으며 이탈리아 전체 인구의 1% 미만이 선거에 참여한 것도 정당성에 의문을 더했다.
선거가 승리로 마무리되면서 조반니 란차는 국왕 비토리오 에마누엘레 2세로부터 이탈리아 총리로 정식 임명되었다.

## 참여 정당
| 정당 | 정당        | 성향 | 대표            |
| ---- | ----------- | ---- | --------------- |
|      | 역사적 우파 | 보수 | 조반니 란차     |
|      | 역사적 좌파 | 자유 | 우르바노 라타치 |

## 선거 결과
|                 |             |         |   |           |      |
| 정당            | 정당        | 득표수  | % | 의석수    | 변화 |
|                 | 역사적 우파 | -       | - | 233 / 508 | +82  |
|                 | 역사적 좌파 | -       | - | 195 / 508 | -30  |
|                 | 무소속      | -       | - | 56 / 508  | -18  |
| 보궐지역구      | 보궐지역구  |         |   | 24 / 493  | -    |
| 총합            | 총합        |         |   | 508       | +15  |
| 유효표          | 229,934표   | 95.42%  |   |           |      |
| 무효표          | 11,040표    | 4.58%   |   |           |      |
|                 |             |         |   |           |      |
| 총 투표수       | 240,974표   | 100.00% |   |           |      |
| 유권자 (투표율) | 530,018표   | 45.47%  |   |           |      |
| 출처: La Stampa |             |         |   |           |      |

### 참고
1. ↑  당시 선거법상 후보의 출마 횟수에 제한을 두지 않았기 때문에 한 후보가 두 곳 이상에 지역구에 출마하는 일이 많았다. 따라서 총선이 끝난 이후에도 당선의원이 없는 빈 지역구가 생겼으며 이들은 재보궐선거를 통해 당선자를 다시 배출했다.